# Steckenwegen
Steckenwegen (Vorarlbergerisch: Steackaweaga, etwa 746 m ü. A.) ist eine etwa 3,4 km Luftlinie vom Stadtzentrum liegende Parzelle der Stadt Hohenems in Vorarlberg (Österreich).

## Besiedelung
Ein Stefan Fenkart, geboren ca. 1590, ist als wohnhaft mit seiner Familie in Steckenwegen in der Hohenemser Reute genannt. 1837 haben in der Parzelle Steckenwegen noch 3 Familien mit 21 Familienmitgliedern gelebt.
Heute befindet sich hier noch ein landwirtschaftliches Gebäude (Steinstraße 26), das nicht bewohnt ist.

## Topographie, Geografie, Lage und Verkehr
Die vom Hohenemser Zentrum etwa 3,4 km entfernte Parzelle ist über die Reutestraße und den Ortsteil Reute und sodann die Steinstraße mit Kraftfahrzeugen erreichbar. Etwa 400 m liegt die Gemeindegrenze zwischen Hohenems und Dornbirn entfernt. Oberhalb der Parzelle Steckenwegen liegt der recht unscheinbare, bewaldete Kienberg (etwa 997 m ü. A.).
Der Steckenweg (auch: Stöckaweg) führt an der Parzelle vorbei und ist ein sehr alter Verbindungsweg (Fußweg) zwischen dem Ortsteil Haslach der Gemeinde Dornbirn und dem Ortsteil Reute in Hohenems.
Südwestlich der Parzelle in Richtung Unterklien fließt der Unterklienbach.

## Naturdenkmal

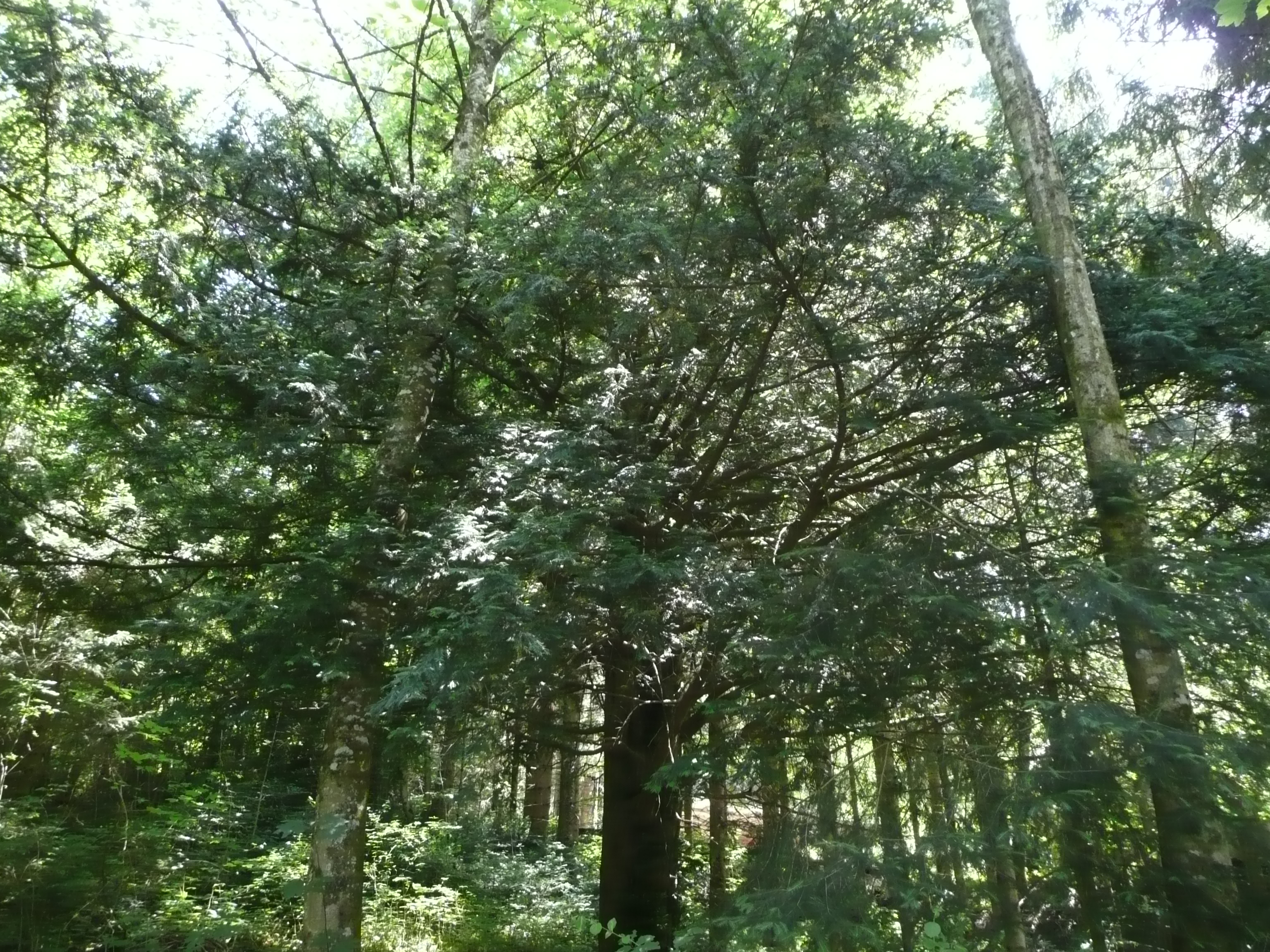
Das Naturdenkmal Eibe (Taxus baccata) in der Parzelle Steckenwegen (nicht gekennzeichnet)

Das Naturdenkmal Eibe (Taxus baccata) in der Parzelle Steckenwegen im Ortsteil Reute findet sich am Weg zum sogenannten Buchstock. Die Eibe stand früher auf freiem Feld, ist heute aber kaum mehr sichtbar inmitten junger Fichten. Der Stammdurchmesser beträgt etwa sechzig Zentimeter und die Eibe hat einen Kronenradius von rund sieben Metern. Diese Eibe ist damit ein besonders großes, und vermutlich auch sehr altes Exemplar dieser eher seltenen, langsamwüchsigen Baumart.
Die Eibe in Steckenwegen ist die mächtigste und älteste Eibe von Hohenems und zählt auch zu den größten Exemplaren Vorarlbergs.
Steckenwegen ist im Biotopinventar des Landes Vorarlberg unter der Nummer 30210 eingetragen.

## Sage
Über diese Wegverbindung von der Hohenemser Parzelle „Steckenwegen“ und den Steckenweg zur Pfarre nach Lustenau existiert die Sage vom „Steäckowiibli“ („Steckenweib“), welche hier lebte und die auch eine Glocke der Pfarre Lustenau gespendet haben soll. Diese Glocke soll sich heute in der Lorettokapelle befinden.